# Clavaria flavipes
Clavaria flavipes är en svampart som beskrevs av Pers. 1794. Clavaria flavipes ingår i släktet Clavaria och familjen fingersvampar
.   Inga underarter finns listade i Catalogue of Life.